# Acciu
Acciu è un cognome di lingua sarda.

## Varianti
Atzu, Bacciu, Basciu.

## Origine e diffusione
Cognome tipicamente sardo, è presente prevalentemente a Bari Sardo e Cagliari.
Potrebbe derivare dall'aggettivo ácciu, "abile", "accorto", o costituire una variante del cognome Bacciu.